# Thermoskop

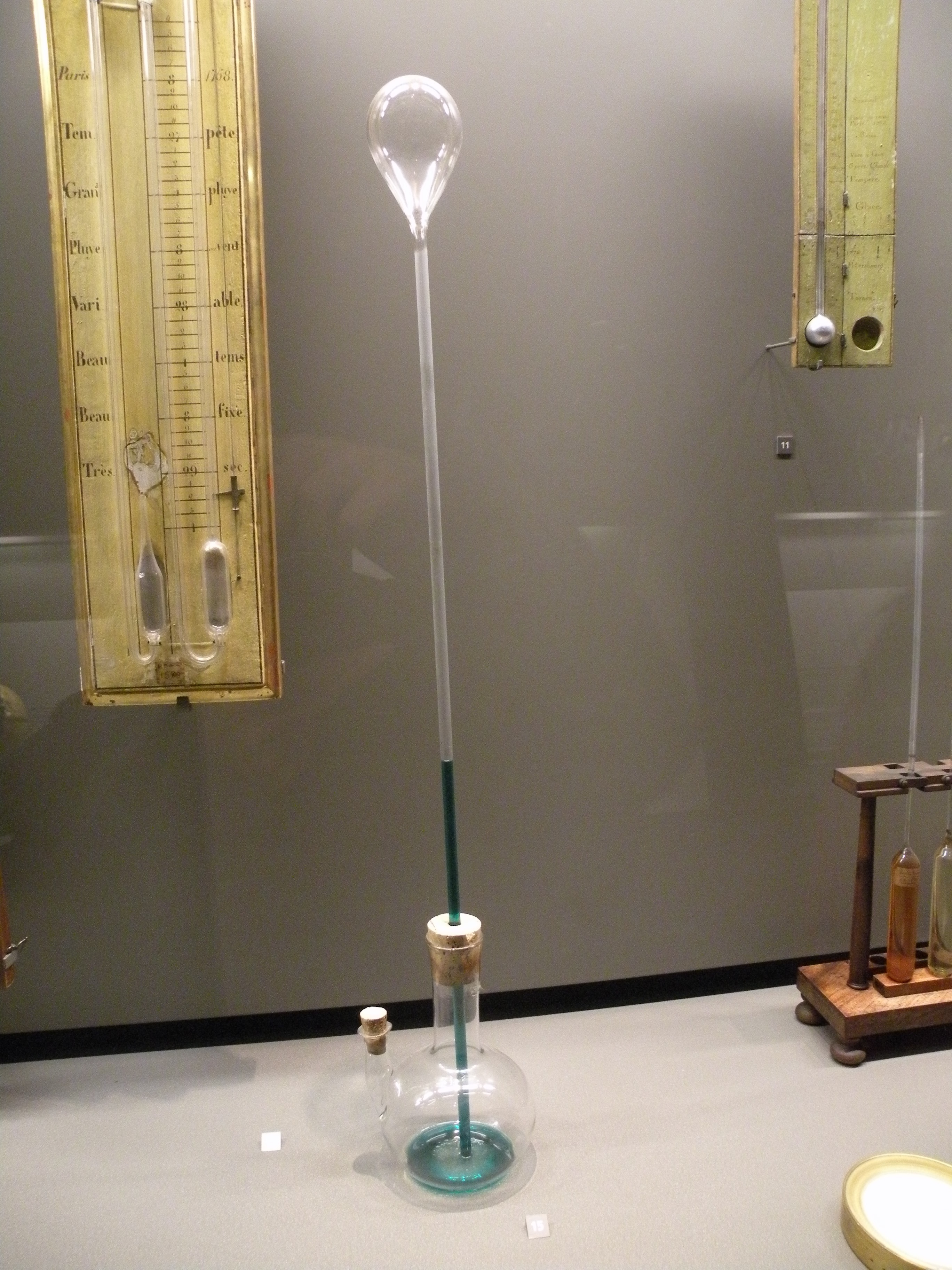
Galileo Thermoskop

Ein Thermoskop (von altgriechisch θερμός thermós, deutsch ‚warm‘ und altgriechisch σκοπεῖν skopein, deutsch ‚betrachten‘, siehe auch -skop) ist ein dekoratives oder vor allem historisches Gerät zur qualitativen Temperaturanzeige, das nicht kalibriert ist.
Die ersten Thermoskope wurden im 15. Jahrhundert entwickelt und dienten als Ausgangsbasis zur Entwicklung der Thermometrie bzw. Thermodynamik.
Diese historischen Instrumente waren offene Gasthermometer mit einer Sperrflüssigkeit in einem Röhrchen zur Anzeige. Ein Beispiel ist das von Otto von Guericke um 1660 konstruierte Magdeburger Thermometer. Sie konnten nicht als exaktes Thermometer dienen, weil der schwankende Luftdruck Fehler verursacht. Die große und lineare spezifische thermische Volumenänderung der Luft bzw. von Gasen ermöglichte jedoch sehr genaue Temperaturvergleiche.

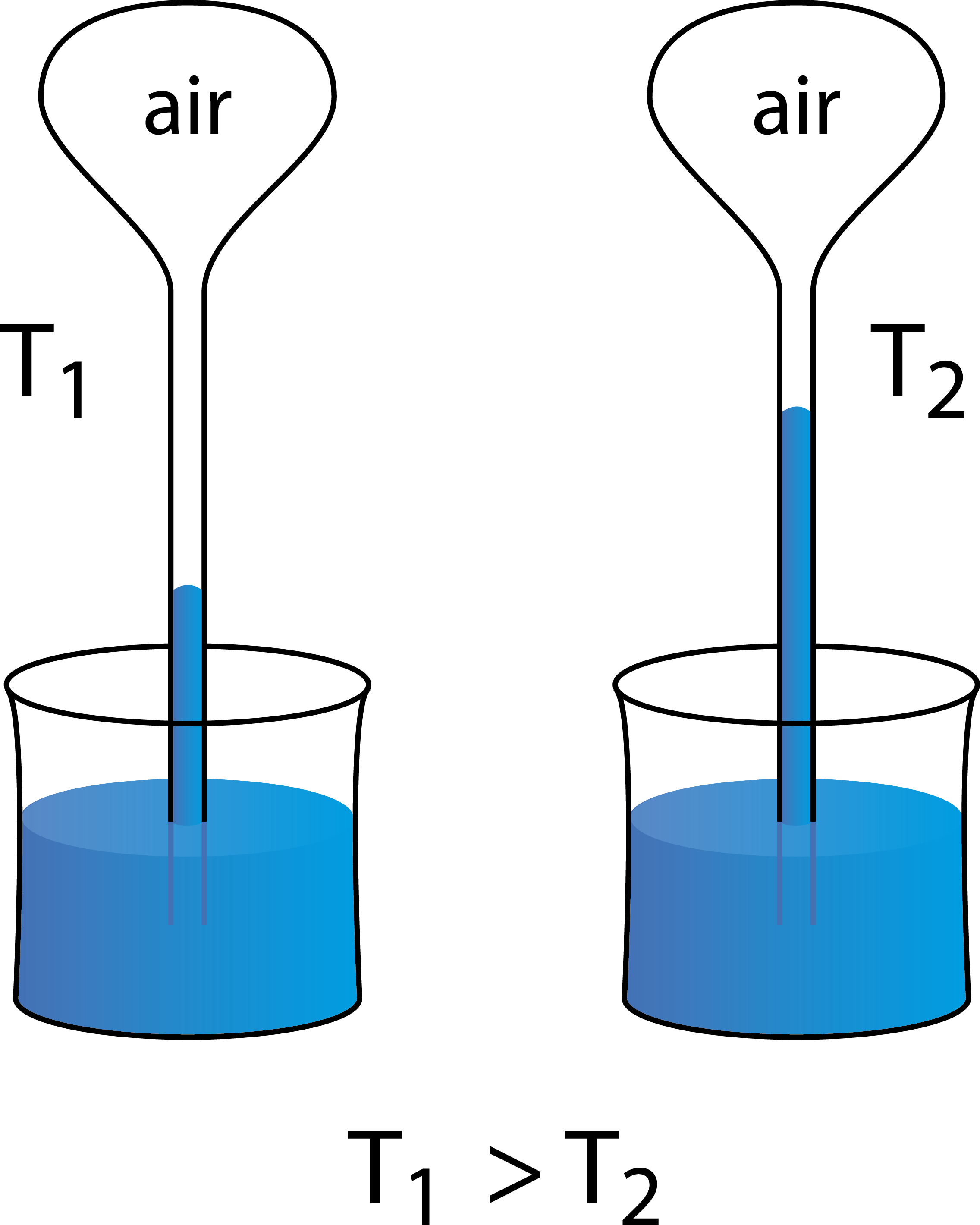
Wirkungsweise eines offenen Gasthermometers

Es wurden auch Differenzial- oder Doppel-Thermoskope gefertigt, die aus zwei Glasgefäßen und einer beide verbindenden Röhre mit einer Flüssigkeitssäule bestanden. Diese Instrumente arbeiten luftdruckunabhängig, können jedoch nur für Temperaturdifferenzen der beiden Gefäße kalibriert werden. Sie können mittels auf beiden Gefäßen aufgebrachter unterschiedlicher Beschichtungen als Pyrometer, Photometer oder auch als Hygrometer hergerichtet werden. Man konnte damit auf 1⁄2400 Kelvin genau Temperaturunterschiede bestimmen.
Farb-Thermoskope nutzen reversible oder irreversible Farbänderungen, die bei speziellen Substanzen bei bestimmten Temperaturen eintreten. Historische, reversible Thermoskop-Anstriche waren teilweise quecksilberhaltig. Auch heute gibt es reversible und irreversible Temperaturmessstreifen.
Heute noch werden Thermoskope zu dekorativen oder zu Lehrzwecken hergestellt. Geräte, die sich gleichfalls manchmal Thermoskope nennen, sind zum Beispiel Bimetall-Thermometer, oder es handelt sich um das Galileo-Thermometer.